# Dissotis pauciflora
Dissotis pauciflora là một loài thực vật có hoa trong họ Mua. Loài này được (Baker) Jacq.-Fél. mô tả khoa học đầu tiên năm 1994.